# HD127154
HD127154 — хімічно пекулярна зоря спектрального класу B9, що має видиму зоряну величину в смузі V приблизно  7,3.
Вона  розташована на відстані близько 1976,7 світлових років від Сонця.

## Пекулярний хімічний склад
Зоряна атмосфера HD127154 має підвищений вміст 
Si
.